# Szaladin-citadella
A Szaladin-citadella (Kal'a Szaláh ad-Dín) egy erőd Szíriában. Az egyik legnagyobb idegenforgalmi látványosság a hajdani keresztesvárak sorában Latakiától 24 km-re keletre helyezkedik el. 2006-ban az UNESCO felvette a kulturális világörökség helyszíneinek listájára a Krak des Chevaliers erőddel együtt. 
Ismert még az erőd régi bizánci neve, Qalat Sahyoun, a francia Saone-kastély, továbbá az arab Kal'a Szaláh ad-Dín, azaz Szaladin-citadellája név is.   Az erőd erdővel borított magas, hegyvidékes terepen, két mély szurdokvölgy közötti hegygerincre, stratégiailag fontos helyszínre épült a Latakia és Aleppó valamint az Orontész folyóvölgy közötti kereskedelmi út ellenőrzéséhez.

## Története
Az első vár az ókorban, valószínűleg a föníciai időkben (Kr. e. az első évezred elején) épült. A föníciaiak I. e. 334-ben beszolgáltatták Nagy Sándornak. A 10. században a Bizánci Birodalom szerezte meg az befolyást az aleppoi Hamdánid dinasztiától. Utána Antiochia fejedelemség keresztesei foglalták el 1110 körül. 
Salernoi Roger, Antiochia hercege 1119-ben  a Saonei Robertnek adományozta, azonban a vár igazgatása inkább Bizánci hatáskörben maradt, minthogy a Templomosoké avagy a Johannitáké lett volna.
A keresztesek a már meglévő, (976-ban épült) bizánci kori alapokra építették a későbbi várat, a magas kőfalakat, a védőbástyákat és mély várárkot is vájtak a sziklákba. A keresztesek falain a kurd származású Szaladin (Juszúf Szaláh ad-Dín ibn Ajjúbí) szultán seregei vágtak rést 1188 júliusában és szabadították fel négy hónap ostrom után. A citadella erről a győzelemről és Szaladin, az iszlám nagy hőse iránti tiszteletből kapta jelenlegi nevét 1957-ben. A 13-14. században legalább két fázisban megerősítették a várat, az új muszlim uralkodó Kalávún szultán mecsetet, elegáns palotát építtetett udvarral és fürdőkkel, a várkomplexum szívébe, majd később egy medresze is épült hozzá. 
Naszr ad-Don Manguvirisz emír családja irányította a várat 1272-ig, amikor átengedték Bajbarsz mameluk szultánnak.
1280-ban Szunkur al-Asgar, Damaszkusz exkormányzója elfoglalta a várat, de hét évvel később a mameluk szultán visszaszerezte egy ostrommal. Ahogy a béke visszatért a vidékre az erőd használaton kívüli romjait a dús növényzet elfedte.

## Áttekintés
A vár 156 m hosszú 18-20 m széles és 28 m magas, nagyjából háromszög alakú hegytetőn helyezkedik el. Sziklába vájt várárok veszi körül, melyen ma egy hídon lehet átjutni. A kézzel vájt árkot a valószínűleg bizánciak kezdték el ásni és a keresztesek fejezték be. A keleti oldalon fut végig és eső után gyors folyású patakok alakulnak ki benne. Az árokban egy 28 m magas „tű” –t (oszlopot) hagytak meg, mely a felvonóhidat támasztotta meg. A bejárat egyik oldalán keresztesek bástyája míg a másik bástya egy kicsivel beljebb található. Az 5 m vastag falu, 24 m² alapterületű téglalap alakú vártorony második emeleti bejáratához 208 lépcsőfok vezet kívülről. További épületek  romjai is láthatók: keresztesek temploma, két bizánci kápolna, istállók, 2 hatalmas ciszterna a víz tárolásához. A korábbi bizánci citadella az erőd középpontjában helyezkedik el. 
Az erőd arab bővítései, mint a Kalávún szultántól származó mecset, és a palota a fürdőkkel és az udvarral már némileg helyreállítva.

## Képgaléria

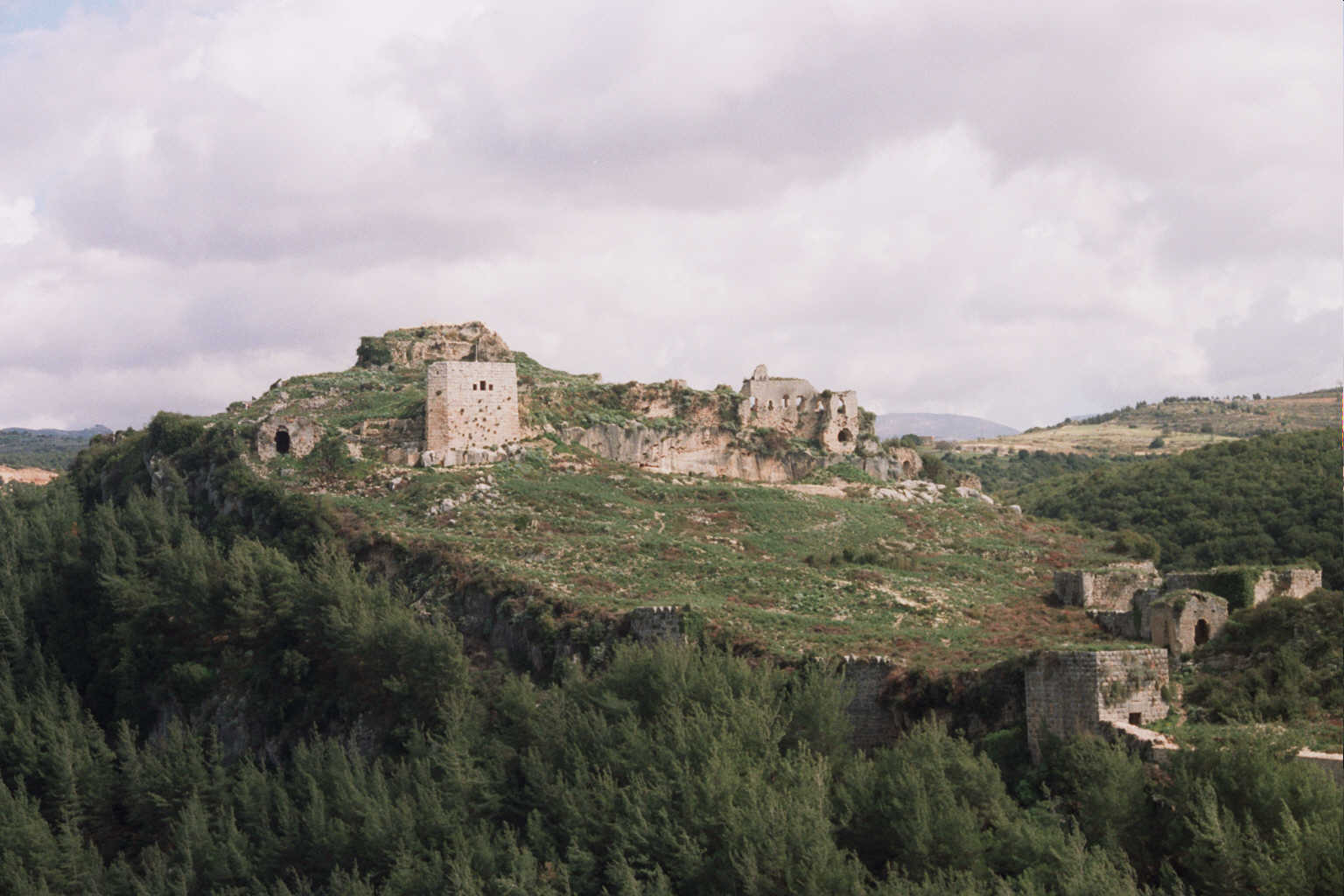
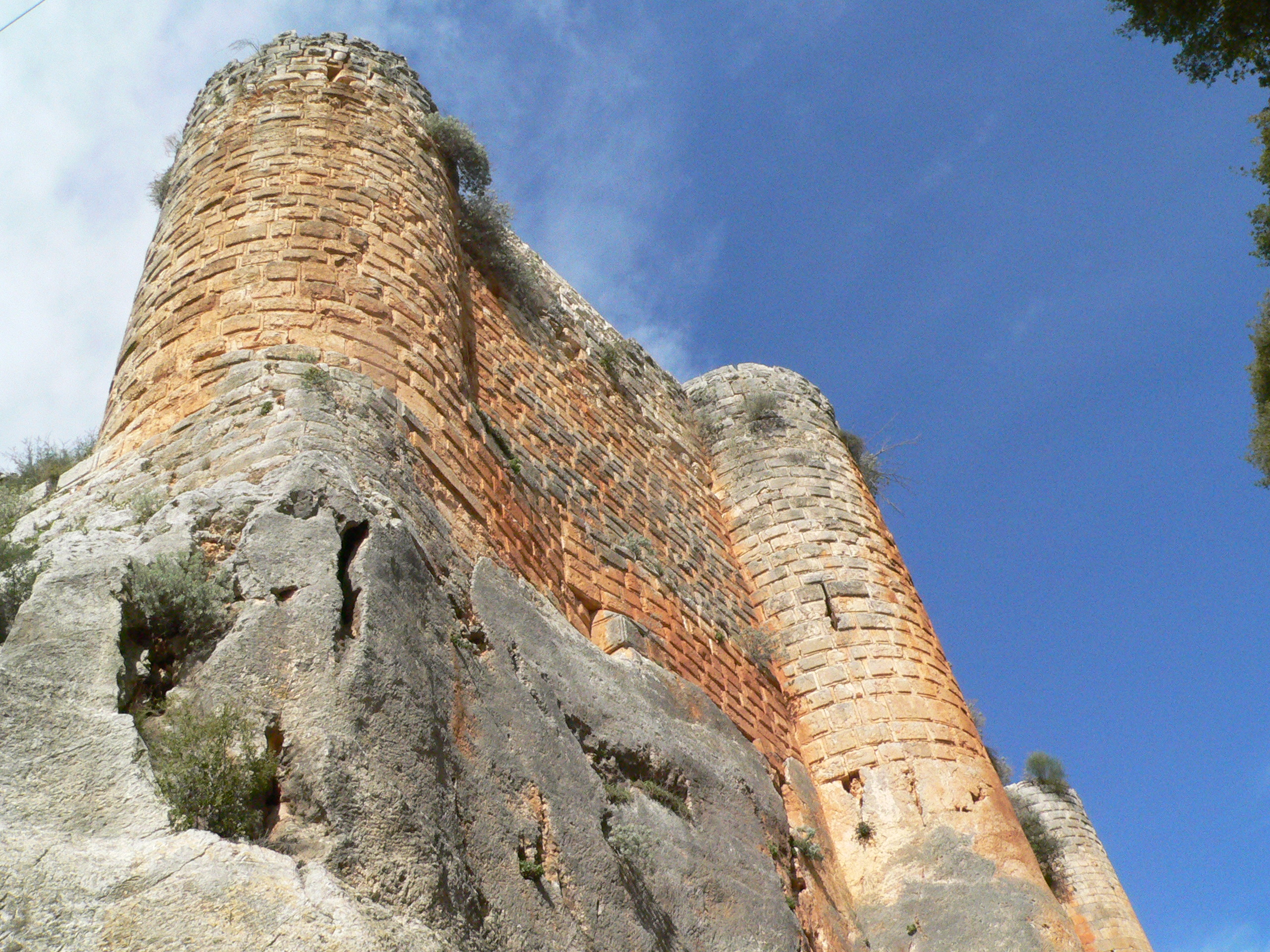
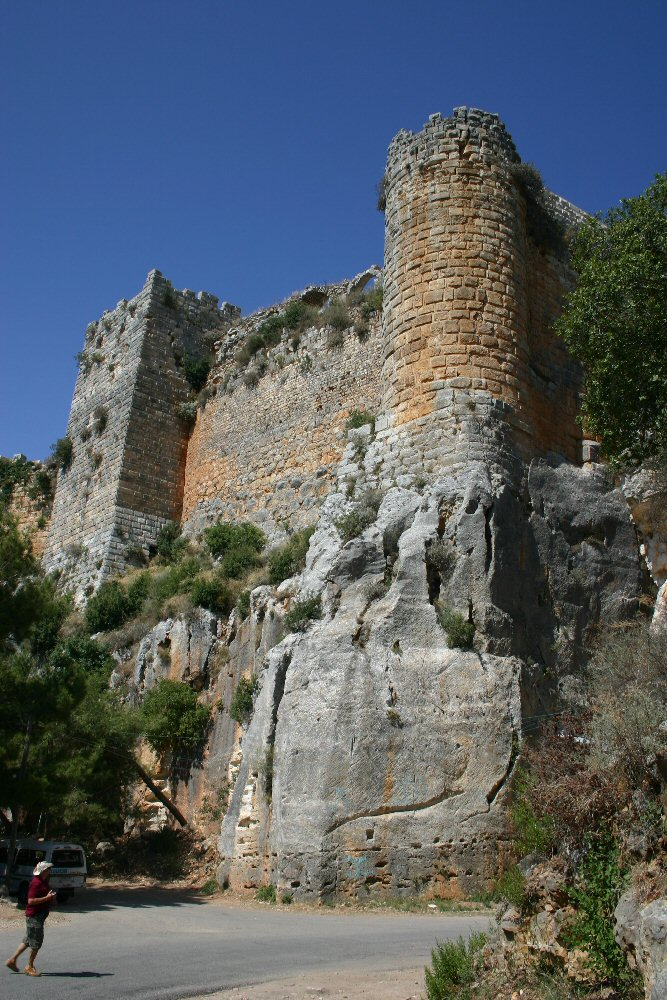
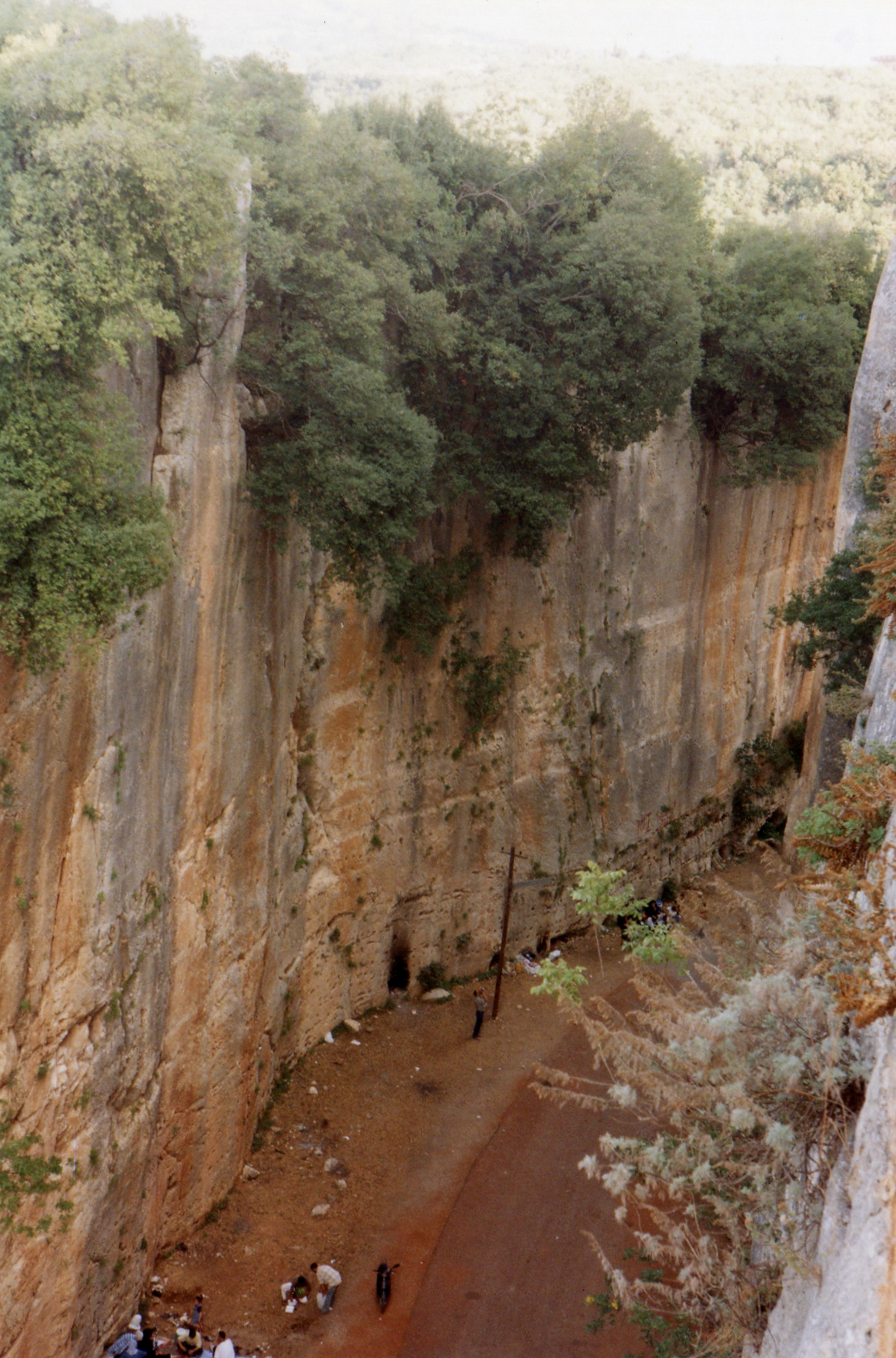
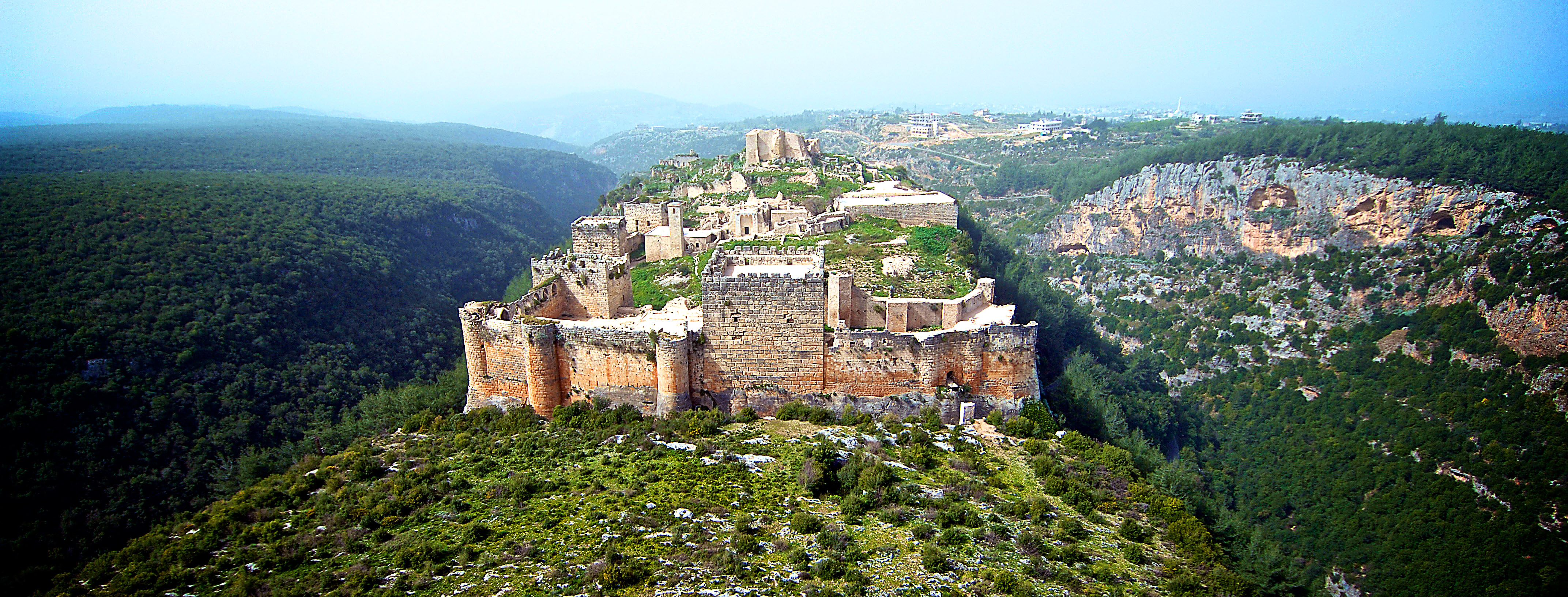